# UNSCOP
El Comité Especial de Naciones Unidas para Palestina, con siglas en inglés UNSCOP (United Nations Special Committee on Palestine) fue creado el 15 de mayo de 1947 en respuesta a una solicitud del gobierno del Reino Unido, al amparo del artículo 10 de la Carta de Naciones Unidas, para que la Asamblea General emitiera sus recomendaciones para el futuro gobierno de Palestina. El gobierno británico también recomendó el establecimiento de un comité especial para preparar un informe para la Asamblea General. 

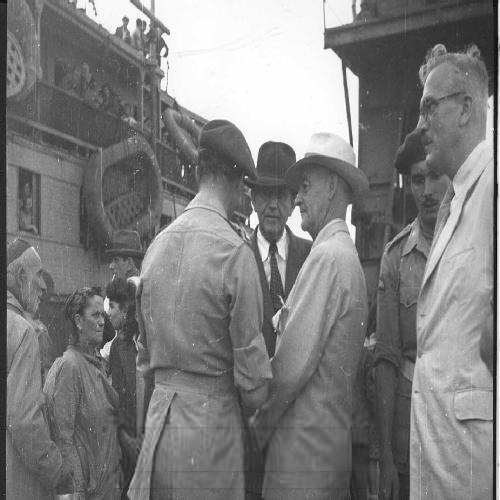
Miembros de UNSCOP visitando Haifa, 18-jul-1947

La Asamblea General adoptó la recomendación para crear el UNSCOP para investigar la causa del conflicto en Palestina, y si es posible, concebir una solución. UNSCOP se compuso de representantes de 11 países. La comisión visitó Palestina reunió testimonios de organizaciones sionistas en Palestina y en los EE. UU.. El Alto Comité Árabe boicoteó la Comisión, argumentando que los derechos naturales de los palestinos árabes eran manifiestos y no podrían ser objeto de investigación, sino que merecían ser reconocidos con base en los principios de la Carta de Naciones Unidas.
Al Comité Especial le fueron dados amplios poderes para verificar y registrar hechos, para investigar todas las  cuestiones y asuntos relevantes al problema de Palestina, y para hacer recomendaciones. Fue autorizado para dirigir investigaciones en Palestina y dondequiera que pudiese considerar útil.

Se decidió que el comité estuviera compuesto de países "neutrales", excluyendo los cinco miembros permanentes del Consejo de Seguridad, y al poder Mandatario. La composición final del Comité era: Australia, Canadá, Checoslovaquia, Guatemala, India, Irán, Países Bajos, Perú, Suecia, Uruguay y Yugoslavia.

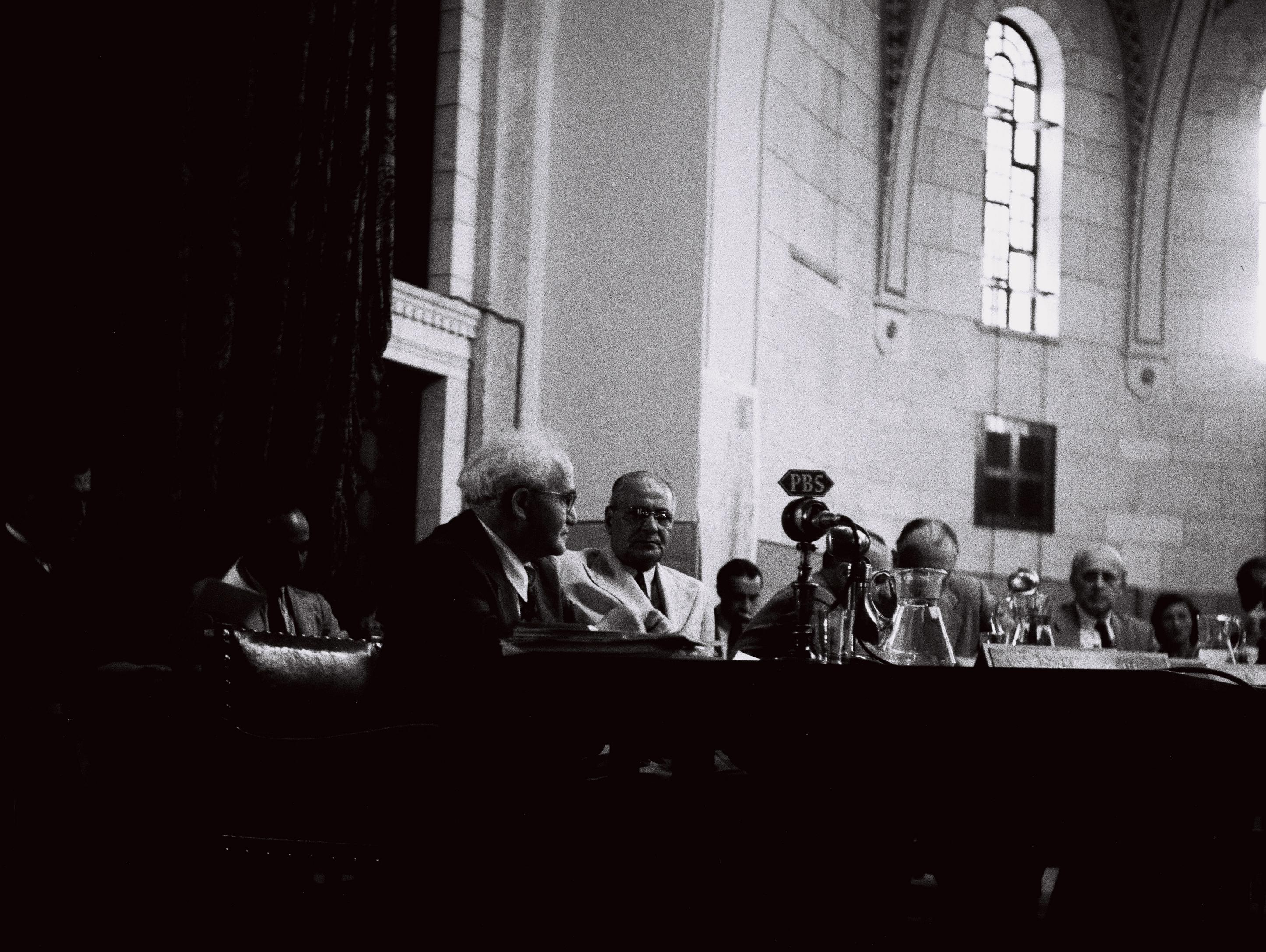
Reuniones de UNSCOP en YMCA en Jerusalem (Sentados en izquierda lejana, David Ben-Gurion)

El Informe del Comité, fechado el 3 de  septiembre de 1947, apoyó la terminación del Mandato británico en Palestina. Contenía una propuesta, aprobada en mayoría, para un Plan de Partición en dos estados independientes, con unión económica (CAPÍTULO VI) y una propuesta, que quedó en minoría, de un plan para unión Federal, con Jerusalén como su capital (CAPÍTULO VII). El plan mayoritario obtuvo el apoyo de 8 de los 11 miembros, con Irán, India y Yugoslavia, que votaron en contra. La parte sionista aceptó el Plan de Partición mientras el lado árabe rechazó ambas propuestas.
A continuación de la emisión del informe, el Comité Ad hoc en la Cuestión palestina fue nombrado por la Asamblea General.
El 29 de noviembre de 1947 la Asamblea General  adoptó la Resolución 181, basándose en el plan de mayoritario de UNSCOP (solamente con leves modificaciones a las recomendaciones propuestas).

## Trabajo del Comité

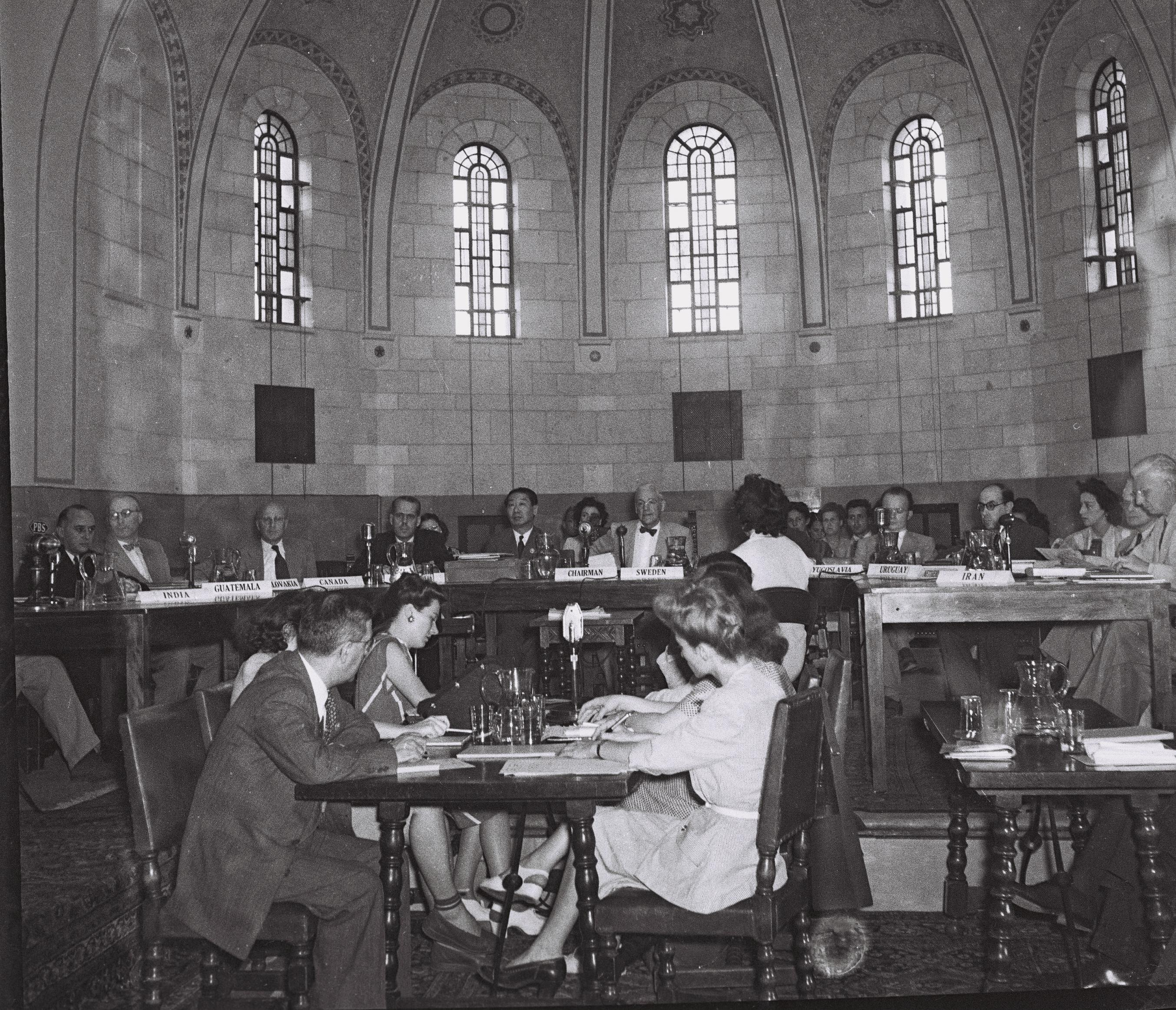
Los 11 miembros de UNSCOP durante una sesión en Jerusalén

UNSCOP Llegó a Palestina el 16 de junio de 1947. Mientras la Agencia judía y el Consejo Nacional Judío (CNJ) (cooperaron con UNSCOP en sus deliberaciones, el Alto Comité Árabe acusó a UNSCOP de ser pro-sionista, y decidido boicotearlo. Anunció un día de huelga general para protestar contra su llegada, y personalidades árabes de la fueron amenazadas de muerte si hablaban con la UNSCOP. La ciudadanía árabe fue advertida de hacer cualquier tipo de contacto con la UNSCOP y a los periodistas árabes se les prohibió cubrir su visita. UNSCOP escuchó primero las pruebas de dos representantes británicos y la dirección del departamento Político de la Agencia judía, Moshe Shertok, quién entregó documentos y fue entrevistado por los miembros del comité.
Del 18 de junio al 3 de julio, el comité visitó Jerusalén, Haifa, el Mar Muerto, Hebrón, Beersheba, Gaza, Jaffa,  Galilea, Tel Aviv, Acre, Nablus, Bayt Dajan, Tulkarm, Rehovot, poblados árabes y judíos en el Negev, y varios poblados agrícolas judíos. Cuando visitaban áreas judías, los miembros de comité eran recibidos calurosamente, a menudo con flores y aclamados por la multitud. Cuándo el comité visitó Tel Aviv, se declararon  vacaciones. Las calles estuvieron decoradas con las banderas y carteles y las multitudes rodearon a los delegados durante su visita de la ciudad. Se reunieron con el alcalde de Tel Aviv, Israel Rokach, cenando con él en una cafetería y visitando el ayuntamiento. Durante su visita al ayuntamiento, fueron invitados a asomarse al balcón, momento en que la multitud comenzó a cantar Hatikvah. Oficiales de la Agencia judía también aseguraron que se reunieron con judíos que hablaban las lenguas nativas de los miembros de comité, como sueco, holandés, español, y persa. Se ofrecieron presentaciones a los miembros de comité argumentando el caso judío, traducido a sus lenguas nativas. Le les mostraron el comercio e industria judíos, innovaciones agrícolas para poder cultivar en poblados agrícolas judíos, en regiones áridas. También vieron varias instituciones que incluyen Hadassah Centro Médico, la Universidad Hebrea de Jerusalén, y los laboratorios del instituto Daniel Sieff. Durante la visita, el comité estuvo acompañado por oficiales de Agencia judía que actuaron como enlaces: Abba Eban, David Horowitz, y Moshe Tov.

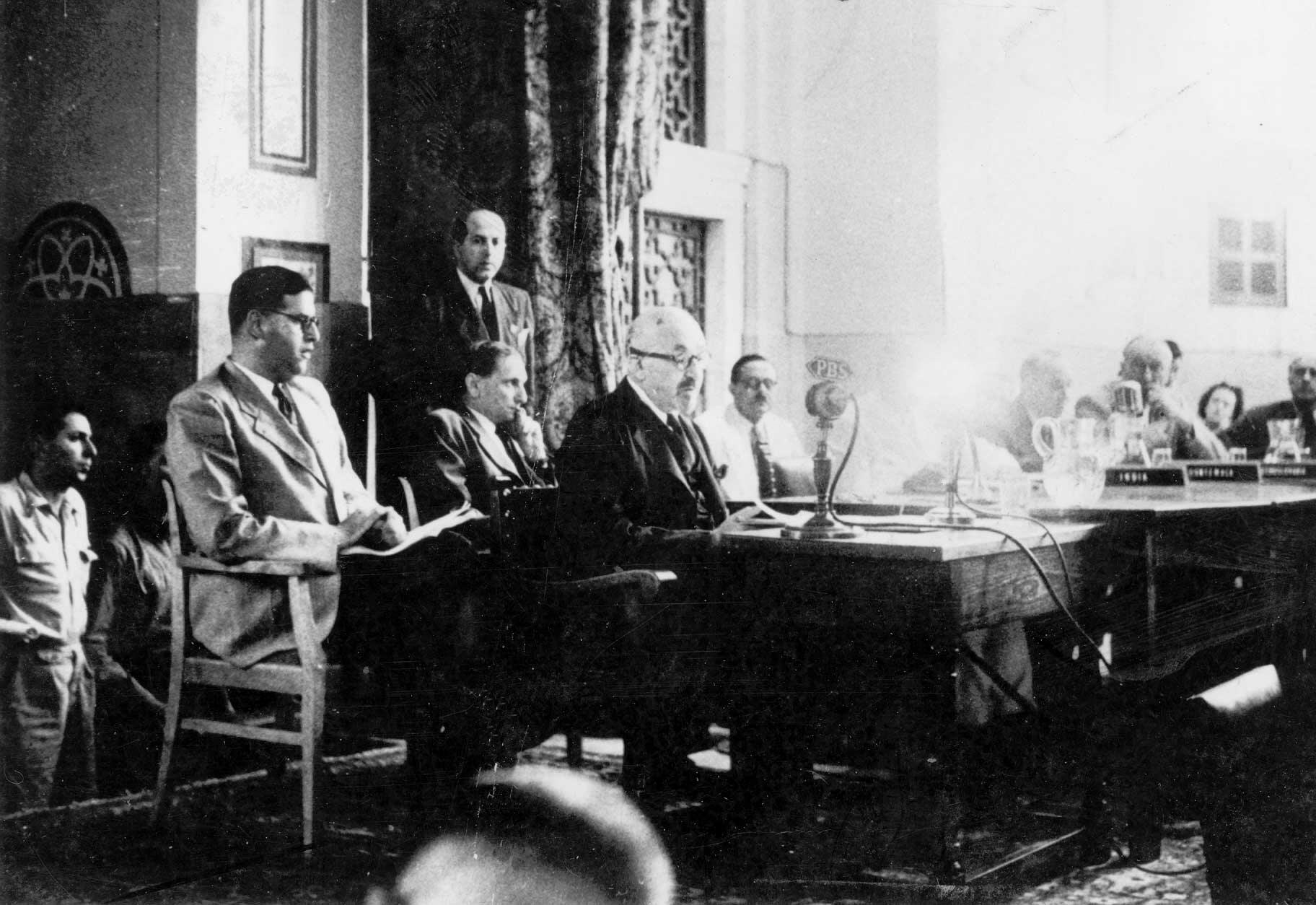
Jaim Weizmann testificando para UNSCOP

Por el contrario, los miembros de comité fueron ignorados y se les mostró hostilidad en áreas árabes. Durante  las visitas de UNSCOP a áreas árabes, a menudo se encontraban con calles vacías, así como lugareños que  rechazaban contestar sus preguntas e incluso abandonar los restaurantes cuándo llegaban. En un caso, cuándo miembros de comité visitaban una escuela en Beersheba, los alumnos habían sido instruidos no para mirar a los visitantes. Durante una visita a un pueblo árabe en el Galilea, la población entera fue evacuada excepto algunos niños que se quedaron atrás maldiciendo a los visitantes. Los miembros de UNSCOP quedaron profundamente impresionados por la limpieza y modernidad de las áreas judías, en comparación a la suciedad, que apreciaron como retraso, de áreas árabes. Quedaron particularmente horrorizados por la visión habitual  de trabajo y explotación infantil en talleres y fábricas árabes.
Oficiales de UNSCOP se reunieron clandestinamente con miembros de  la cúpula de Haganá,  principal milicia clandestina judía. Los oficiales de Haganá que asistieron a la reunión, Yisrael Galili, Yigael Yadin, Yosef Avidar y Ehud Avriel; insistieron en que Haganá podría repeler cualquier ataque árabe, incluido de los estados árabes vecinos.
UNSCOP también se reunió dos veces con comandantes del grupo guerrillero sionista Irgún, tras organizar el contacto con el Irgun a través de un corresponsal de Associated Press. En la primera reunión, los miembros de UNSCOP conocieron al comandante del Irgún Menáj Beguín junto a los miembros de la directiva Haim Landau y Shmuel Katz. En la segunda reunión se encontraron con Begín y el oficial Meir Cahan.
Tuvieron 12 audiencias públicas del 4 al 17 julio, durante las que 31 representantes de 12 organizaciones judías dieron testimonio y entregaron declaraciones escritas. En total treinta y dos toneladas de material. Representantes de Agencia judía como David Ben-Gurión, Moshe Sharet, y Abba Eban testificaron, junto con Jaim Weizmann, un alto rango sionista anterior, que no tenía ningún cargo oficial en ese momento, testificando como ciudadano particular. Los dirigentes sionistas argumentaron por un estado judío en Palestina y aceptaron el principio de partición. Representantes judíos antisionistas del Partido Comunista de Palestina y el partido Ichud estuvieron incluidos. Oficiales británicos también atestiguados ante el comité.
Durante la audiencia, la rama de inteligencia de Hagana SHAI dirigió una amplia operación de espionaje y escucha a los miembros de comité, con objeto de asegurar que los dirigentes sionistas estuvieran mejor preparados para las audiencias. Los micrófonos estuvieron colocados en sus hoteles y habitaciones de entrevistas, sus conversaciones telefónicas eran grabadas, y el personal de limpieza del edificio donde tuvieron lugar las entrevistas fue reemplazado con agentes femeninos de SHAI, que les controlaban mientras aparentaban ser señoras limpiando. La inteligencia recopilada se distribuía después entre dirigentes judíos, que tenían instrucciones de destruir los documentos después de leerlos. Esto no pasó inadvertido, pues un miembro de la delegación sueca notificó que el personal de limpieza del edificio era "demasiado guapas y educadas. Ellas son los ojos y oídos de los dirigentes sionistas, que venían a las entrevistas con las respuestas preparadas por adelantado."
A pesar del boicot árabe oficial, varios oficiales e intelectuales árabes se reunieron en privado con miembros del comité para argumentar en favor de un Estado unitario de mayoría árabe, entre ellos  Husayn al-Khalidi, miembro del Alto Comité Árabe y anterior alcalde de Jerusalén. El comité también recibió argumentos por escrito de defensores árabes.
El comité también se reunió con oficiales británicos. Algunos expusieron que la solución ideal sería establecer dos estados autónomos, judío y árabe, con Gran Bretaña dirigiendo las economías de los dos estados, debido a las dificultades económicas la de partición, y permitiendo a Gran Bretaña retener presencia militar en Palestina, debido a la amenaza creciente de la Unión soviética. Los oficiales militares británicos enfatizaron en particular la necesidad de la continuidad de presencia militar británica a la vista del deterioro de relaciones entre Gran Bretaña y Egipto, exponiendo que la presencia de bases en Palestina y control continuo sobre el puerto de Haifa eran esenciales para el defensa del Oriente Medio. Mostraron a los miembros de UNSCOP las nuevas instalaciones del Ejército Británico, construidas en el Neguev (que nunca serían terminadas), y se les dijo que sería la futura área base para tropas británicas en la zona del Canal de Suez.
El Comité también notó la  intensa seguridad y leyes draconianas en Palestina, a raíz de la continua  insurgencia judía liderada principalmente por el Irgún y Lehi y en menor grado por Haganá. Los miembros de UNSCOP apreciaron constante presencia de fuerzas de seguridad británicas armadas, coches blindados en las calles, alambradas de espinos alrededor de bloques enteros de edificios, abundantes búnqueres, barricadas y controles de seguridad constantes en las calles. Además, las Normas de Emergencia que impusieron los británicos, que permitía detención, confiscación, deportación, y juicios ante tribunales militares en vez de tribunales civiles, y sin derecho a asesoramiento. La admisión de Henry Gurney, el Secretario de Jefe de Palestina, de que la administración de Palestina gastaba casi 30 millones de dólares por año en presupuesto policial, así como la insistencia británica de que sus oficiales fueran entrevistados por UNSCOP en privado, y la exigencia de ser informados por adelantado quién sería entrevistado, también dejó una impresión negativa.

Plan de partición de Palestina propuesto por UNSCOP

El delegado guatemalteco Jorge García Granados se refirió al Mandato de Palestina como "estado policial". El 16 de junio, el día de la primera entrevista oficial de UNSCOP, un tribunal militar británico sentenció tres miembros de Irgún, Avshalom Haviv, Meir Nakar, y Yaakov Weiss, a muerte por su implicación en la Fuga de la prisión de Acre. UNSCOP Apeló al gobierno británico a través del Secretario General de ONU Trygve Lie para salvar sus vidas. Los británicos lo rechazaron, y se indignaron ante lo que  vieron como una injerencia del comité en los asuntos judiciales internos del Mandato. Más tarde, el Irgún capturó dos sargentos británicos y los retuvo como rehenes, amenazando con matarles si las sentencias de muerte eran llevadas a cabo. Miembros de comité hablaron del asunto de los sargentos con Beguín, y rechazaron una solicitud de Irgún para llamar a Haviv, Nakar, y Weiss para testificar ante ellos sobre acusaciones de tortura.
UNSCOP también siguió los acontecimientos que rodean el SS Exodus, un barco de inmigración ilegal que lleva 4554 supervivientes del Holocausto judío qué fue interceptado por el Royal Navy. Algunos miembros de Comité estaban presentes en el puerto de Haifa y presenciaron a soldados británicos desalojando violentamente del buque a los pasajeros que se resistían, para que fueran deportados de nuevo a Europa. El Comité decidió escuchar el testimonio de los refugiados judíos en campamentos de detención británica en Palestina y en campos de desplazados en Europa, que intentaban ser admitidas en Palestina.

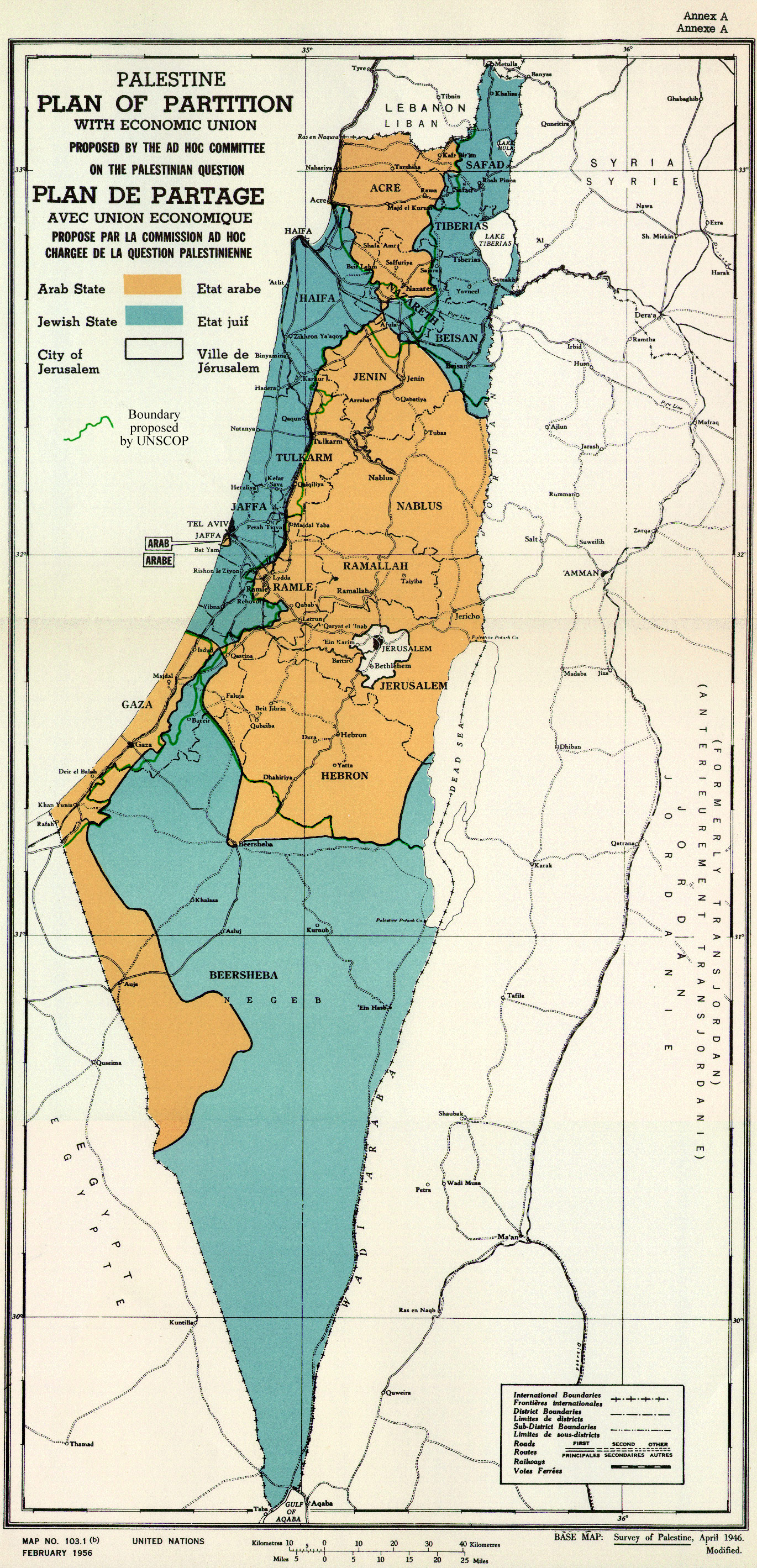
Mapa de partición de Palestina adoptado el 29-nov-1947. Los límites previos de la UNSCOP añadidos en verde

Golda Meir, última primera ministra de Israel, hizo notar que el testimonio del Reverendo Grauel y su apoyo a la  creación del estado judío fue fundamental en Naciones Unidas para  la creación de Israel.
El 21 de julio, el comité viajó a Líbano, donde se reunió con el Primer ministro libanés Riad al-Solh y el ministro de asuntos exteriores Hamid Frangieh, quien exigió fin a la inmigración judía y el establecimiento de un gobierno árabe en Palestina y denunció que los sionistas tenían ambiciones territoriales en Jordania, Siria, y Líbano. El 23 de julio, los representantes de los estados de la Liga Árabe testificaron ante el comité en Sofar. Frangieh Dijo al comité que los judíos "ilegales" en Palestina serían expulsados mientras que la situación de aquellos "legales", pero sin la ciudadanía palestina, fuera resuelta por el futuro gobierno árabe. 
Fallaron los esfuerzos de los miembros de UNSCOP por conseguir otros diplomáticos árabes que suavizaran su postura. Uno de los miembros de comité señaló que "No hay nada más extremo que reunirse con los representantes del mundo árabe en un grupo... cuando cada uno intenta demostrar que él es más extremo que el otro". En privado, el comité se reunió con dirigentes cristianos Maronitas pro-sionistas, que les dijeron que los cristianos libaneses apoyaban la partición. La mitad de los miembros del comité volaron a Amán para entrevistarse con el rey Abdullah de Transjordan, quién reclamó que los árabes tendrían dificultad en aceptar partición pero rechazó descartarlo completamente, dando a entender que en ese caso las partes árabes de Palestina pasarían a Transjordania.
UNSCOP entonces voló a Ginebra, y el 8 de agosto, una subcomisión empezó una ruta de una semana por   campamentos de refugiados en zonas de ocupación americana y británica de Alemania y Austria. Se entrevistaron con refugiados judíos y oficiales militares locales. Encontraron que  existía un fuerte deseo de inmigrar a Palestina entre los judíos desplazados.
En Ginebra, mientras se escribía el informe, el comité estuvo sometido a presión judía, árabe y británica. Los representantes sionistas presionaron enérgicamente al comité. Entregaban repetidamente comunicaciones y reclutaban a testigos árabes palestinos cuyo padre había sido asesinado por el clan de Husseini que dominaba la comunidad árabe palestina, para apoyar la partición Judía-Transjordania. El enlace de Liga árabe entregó un memorándum  exigiendo una solución satisfactoria para los árabes palestinos y amenazando con que, de otro modo, resultaría una catástrofe. Los británicos entregaron un memorándum explicando que la partición era una opción factible .

## Deliberaciones de comité ad hoc
La decisión unánime del UNSCOP era por la terminación del mandato.
El Comité Ad hoc en la Cuestión palestina estuvo nombrado por la Asamblea General, y dos planes fueron redactados para el Gobierno de Palestina, con la finalización del Mandato. Siete miembros del UNSCOP apoyaron un plan de partición (el informe en mayoría) favorecido por el liderazgo sionista el 2 de octubre de 1947.
- Australia
  - John Capote, representante
  - S. L. Atyeo, alternativo
- Canadá
  - Justice Ivan Rand, representante
  - Leon Mayrand, alternativo
- Checoslovaquia
  - Karel Lisicky, representante
  - Richard Pech, alternativo
- Guatemala
  - Dr. Jorge García Granados, representante
  - Lic.Emilio Zea Gonzalez, alternativo y secretario
- India
  - Señor Abdur Rahman, representante
  - Venkata Viswanathan, alternativo
  - H. Dayal, el segundo alternativo
- Irán
  - Nasrollah Entezam, representante
  - Dr. Ali Ardalan, alternativo
- Netherlands
  - Dr. N. S. Blom, representante
  - Un. I. Spits, alternativo
- Perú
  - Dr. Alberto Ulloa, representante
  - Dr. Arturo Garcia Salazar, alternativo
- Suecia
  - Justice Emil Sandström, representante
  - Dr. Paul Mohn,
- Uruguay
  - Profesor Enrique Rodríguez Fabregat, representante
  - Profesor Óscar Secco Ellauri, alternativo
  - Edmundo Sisto, secretario
- Yugoslavia
  - Vladimir Simic, representante
  - Dr. Jože Brilej, alternativo